# Das Haus im Park
Das Haus im Park ist ein deutscher Film aus dem Jahre 1981. Regie führte Aribert Weis.

## Handlung
Der Kleinkriminelle Andi ist Fluchtwagenfahrer. Eines Tages hält ihn die Polizei in einem gestohlenen Fahrzeug an und findet im Kofferraum des Wagens eine Leiche. Andi kann fliehen.
Er findet heraus, dass der PKW dem Fabrikanten Severin gehört hat und dass die Leiche ein ehemaliger Angestellter von Severin ist, den dieser ermorden ließ, da er heftig gegen seine Entlassung protestiert hat. Mit diesem Wissen kann Andi Severin erpressen. Bald findet auch Simone wegen seiner Tat Gefallen an ihm, merkt aber, dass Andi dem Fabrikanten unterlegen ist. In seinem Übermut erreicht Andi, dass ihm Severin das Geld zahlt. Kurz darauf wird er aber von der Polizei verhaftet.

## Kritik
„Ein Versuch eines kleinen deutschen Kriminalfilms, der als Erstlingswerk bemerkenswert ist. Obwohl psychologisch nicht ganz stichhaltig und auch schauspielerisch nicht überzeugend, ist er durch die hervorragende Fotografie und die erziele innere Spannung streckenweise fesselnd.“